# Baseodiscus punnetti
Baseodiscus punnetti är en djurart som tillhör fylumet slemmaskar, och som först beskrevs av Ernest F. Coe 1904.  Baseodiscus punnetti ingår i släktet Baseodiscus och familjen Valenciniidae. Inga underarter finns listade i Catalogue of Life.